# Oriolus mellianus
La oropéndola plateada (Oriolus mellianus) es una especie de ave paseriforme de la familia Oriolidae propia del sureste de Asia.

## Distribución y hábitat
Cría únicamente en el sur de China y se desplaza al sur de Camboya y Tailandia en invierno.
Sus hábitats naturales son los bosques húmedos subtropicales y tropicales. Se encuentra amenazada por pérdida de hábitat.